# Favary
株式会社favary（ふぇいばりー、英語：favary Inc.）は東京都中央区に本社を置く、女性向けスマートフォンゲームやエンターテイメントの企画・制作・運営を手がける企業。

## 概要
- 「誰かのお気に入りになる作品づくり」をモットーとする。
- 社名のfavaryは、「お気に入り」を意味する「favorite」と「多様にする」という意味の「vary」、2つの言葉をつなげて作った造語[2] 。
- 自社オリジナル作品は12言語で配信されている[3] 。

## 沿革
- 2015年9月2日創業。
- 2016年1月13日、「False Vows, True Love 〜in a night full of lies〜」英語版・フランス語版をリリース。
- 2016年2月28日「徒花の契り」英語版・フランス語をリリース、同年7月31日にドイツ語版、8月8日に日本語版をリリース。
- 2016年8月29日、事務所を渋谷に移転。
- 2016年12月29日、「初恋シグナル」日本語版をリリース。2018年11月10日に英語版「First Love Story」をリリース。
- 臨床心理を専門とするHIKARI Labの協力のもとで開発を進めた「問題のあるシェアハウス」を2018年4月にリリース。
- 2018年12月15日、筑波大学、HIKARI Labとともに「問題のあるシェアハウス」を活用したLGBTなどマイノリティへの理解啓発を促進する手法の改良を目的とした共同研究を開始[4] 。
- 2018年12月25日、「問題のあるシェアハウス」の繁体字・簡体字版「问题多多的宿舍」をリリース。[5]
- 2019年6月、 superMADE(a) と株式会社monoiiの協力のもと、モデルでカップルのTaikiとNoahのキャラクターコンテンツプロジェクト「タイキノア」が始動[6]  。ボーイズカップルの日常を発信する漫画コンテンツとしてTwitter（現X）とWeiboで毎日更新が行われた[7] 。
- 2021年、筑波大学、株式会社favary、株式会社HIKARI Labによる共同研究にて、「問題のあるシェアハウス」を応用したゲームを用いLGBTQ+をテーマとした授業が実施された[8] 。

## 作品一覧
- False Vows,True Love 〜in a night full of lies〜（Google Play/App Storeにて配信）
- 徒花の契り（Ameba/GREE/mixi/BLobby/Google Play/App Storeにて配信）
- 初恋シグナル（Ameba/GREE/mixi/BLobby/Google Play/App Storeにて配信）
- 問題のあるシェアハウス（Google Play/App Storeにて配信）

## 主な作品

### 問題のあるシェアハウス
- 女性主人公の視点で、性別を問わず好みのキャラクターと恋愛を体験できるゲーム。登場するセリフやキャラクターの心理描写には、医師や臨床心理士が監修したストレス対処法のヒントなどが盛り込まれている点を特徴とする[4]。
- かねてよりゲームキャラクターとのやりとりを通じ心が軽くなるようなアプリを開発したいと考えていたfavaryの担当者が、株式会社HIKARI Lab代表・清水あやこのインタビュー記事を読んだことをきっかけに、協力を打診して開発が始まった。一方、認知行動療法に基づくゲームアプリ『SPARX（英語版）』の日本語版をリリースしたHIKARI Labでは、
ローカライズに課題を感じており、いずれ日本でもオリジナルのゲームを開発したいと考えていた。
- 認知行動療法をゲームに取り入れることの狙いは、精神科領域で医療機関にかかる敷居の高さを解消することにあるが、認知行動療法というキーワードに抵抗を感じる人も少なくなく、本作では手軽に利用してもらうため、エンターテインメント性が前面に打ち出されている[9][10] 。

## 事業内容
- 自社オリジナル作品制作 – アプリの企画・制作・運営
- 受託制作 – 企画制作、仕様制作、イラスト･デザイン制作、シナリオ制作、デバッグ・ブラッシュアップ 、データ分析・運営・改善計画策定
- リパブリッシング事業 – 既存コンテンツのマルチプラットフォーム展開、配信停止作品の再配信、 既存コンテンツの海外展開